# Driope

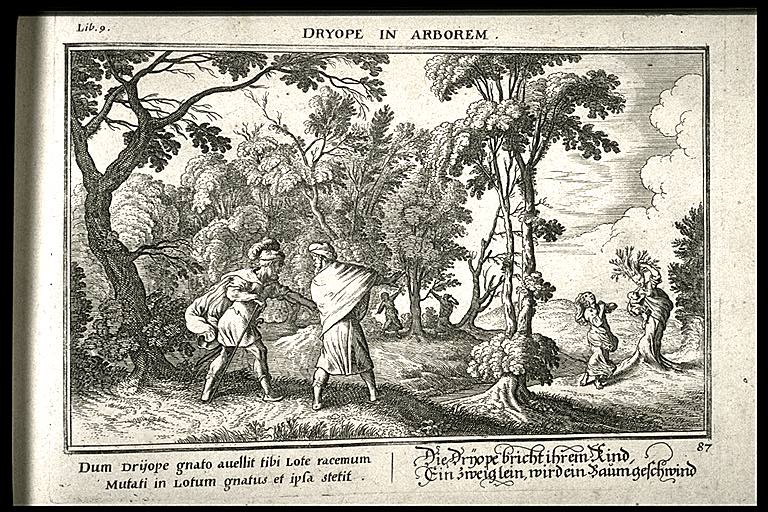
Driope transformada arbre. Johann Wilhelm Baur (1600-1640)

Driope (en grec antic Δρυόπη, Dryope), era la filla única del rei Driops, o segons altres tradicions, d'Euritos.
Vigilava els ramats del seu pare i les hamadríades la van fer companya dels seus jocs i li van ensenyar els himnes i les danses preferides pels déus. Apol·lo la va veure en mig dels cors que li cantaven, i se'n va enamorar. Per fer-la seva es va metamorfosar en tortuga. Les noies s'hi van posar a jugar com si fos una pilota fins que Driope va rebre a la falda el déu transformat. Apol·lo es va transformar en serp, va fer fugir a les nimfes de la rodalia, i es va unir amb ella. Driope, espantada, va tornar a casa seva sense comentar res a ningú.
Més tard Driope es va casar amb Andremon fil d'Òxil, però al cap de poc temps va tenir un fill d'Apol·lo, que es va dir Amfís, que quan va ser gran va fundar la ciutat d'Eta, al peu del mont Eta.
Un dia que Driope anava a fer un sacrifici a les hamadríades, les seves antigues companyes, a la vora d'un temple d'Apol·lo fundat pel seu fill, les hamadríades per amistat la van raptar i la van convertir en una d'elles. Al lloc del rapte hi va néixer un xop immens i una font abundant al seu costat. Amfís, agraït per la mercè concedida a la seva mare, va construir un santuari per les nimfes i va instaurar una competició de cursa a peu. Avui dia, la gent del país, realitzen aquesta competició, on no hi participen les dones, perquè quan les nimfes van fer desaparèixer Driope, dues noies ho van escampar per tot arreu. Aquesta és la versió que transmet Antoní Liberal.
Ovidi explica una versió una mica diferent. Quan Amfís encara era petit, Driope va marxar a la muntanya, vora d'un llac d'aigua clara per fer un sacrifici a les nimfes. Però va veure un arbre que tenia unes flors brillants i en va collir algunes pel seu fill. No sabia que aquell arbre era la nimfa Lotis transformada, que, irritada, va convertir Driope en un arbre semblant a ella. Hi havia unes noies a la vora, que en un acte imprudent, van explicar l'episodi de la transformació de Driope. Van ser transformades en pins, que són arbres tristos i negres.
A l'Eneida, Virgili anomena Driope una nimfa estimada pel déu Faune.